# Малоязівська сільська рада
Малоя́зівська сільська рада (рос. Малоязовский сельский совет) — муніципальне утворення у складі Салаватського району Башкортостану, Росія. Адміністративний центр — село Татарський Малояз.

## Населення
Населення — 825 осіб (2019, 953 в 2010, 1039 в 2002).

## Склад
До складу поселення входять такі населені пункти:
| Населений пункт           | Населення, осіб (2002) | Населення, осіб (2010) |
| ------------------------- | ---------------------- | ---------------------- |
| Бичковка, присілок        | 40                     | 41                     |
| Гусевка, село             | 232                    | 199                    |
| Нова Михайловка, присілок | 14                     | 7                      |
| Покровка, присілок        | 77                     | 66                     |
| Татарський Малояз, село   | 602                    | 586                    |
| Черепаново, присілок      | 74                     | 54                     |